# Plymouth (Indiana)
Plymouth é uma cidade localizada no estado americano de Indiana, no Condado de Marshall.

## Demografia
Segundo o censo americano de 2000, a sua população era de 9840 habitantes.
Em 2006, foi estimada uma população de 11.025, um aumento de 1185 (12.0%).

## Geografia
De acordo com o United States Census Bureau tem uma área de
18,0 km², dos quais 18,0 km² cobertos por terra e 0,0 km² cobertos por água. Plymouth localiza-se a aproximadamente 243 m acima do nível do mar.

## Localidades na vizinhança
O diagrama seguinte representa as localidades num raio de 20 km ao redor de Plymouth.